# Aldir Blanc
Aldir Blanc, né le 2 septembre 1946 à Rio de Janeiro et mort le 4 mai 2020 dans la même ville, est un psychiatre et parolier brésilien.

## Biographie
Fils unique, Aldir Blanc Mendes naît le 2 septembre 1946 à Rio de Janeiro. Son père, Alceu Blanc Mendes, est fonctionnaire. Sa mère, Helena Aguiar Mendes, est femme au foyer.
Il grandit dans le quartier nord de la ville, entouré d'une riche culture de la samba.

### Médecine
Il étudie la psychiatrie à l'université fédérale de l'État de Rio de Janeiro. Après avoir obtenu son diplôme en 1971, il travaille pendant trois ans comme psychiatre dans un hôpital.

### Musique
En 1968, il s'associe au chanteur et compositeur Sílvio da Silva Júnior (pt). En 1970, il fait une rencontre fortuite avec un guitariste nommé João Bosco, qui change le cours de sa vie. Cette rencontre débouche sur une collaboration qui repousse les limites de la samba et contribue à faire de lui l'un des paroliers les plus vénérés de sa génération. Les deux hommes  commencent à travailler ensemble, João Bosco écrivant la musique et Aldir Blanc les paroles, et ils contribuent à développer une nouvelle forme de samba qui aborde des questions sociales et politiques pendant les années restrictives de la dictature militaire brésilienne. Il devient habile à contourner les censeurs du gouvernement par le biais d'allégories et de jeux de mots.
L'une des chansons les plus célèbres du duo, O Bêbado e a Equilibrista (L'ivrogne et le funambule), écrite en 1978, parle ostensiblement d'un film de Charlie Chaplin La chanson critique subtilement le gouvernement brésilien et appelle au retour pacifique des réfugiés politiquesref name="nytimes"/>. Chantée avec émotion par Elis Regina, elle devient une sorte d'hymne à l'amnistie et un appel populaire au rétablissement de la démocratie.

### Mariages
En 1972, Aldir Blanc épouse Ana Lucia de Souza Blanc Mendes. Le couple se sépare en 1985 et divorce par la suite. Il épouse Mari Lúcia Chaves de Sá Freire en 1988. 

### Maladie et mort
Hospitalisé à partir du 10 avril 2020, date à laquelle il est admis pour une infection généralisée au CER de Leblon. Cinq jours plus tard, il est transféré à l'hôpital universitaire Pedro Ernesto de Vila Isabel, dans la zone nord de Rio.
Aldir Blanc meurt le 4 mai 2020 dans un hôpital de Rio à l'âge de 73 ans. Sa belle-fille, Patrícia de Sá Freire Ferreira, a déclaré que la cause était la Covid-19.